# برات آند ويتني جيه 57

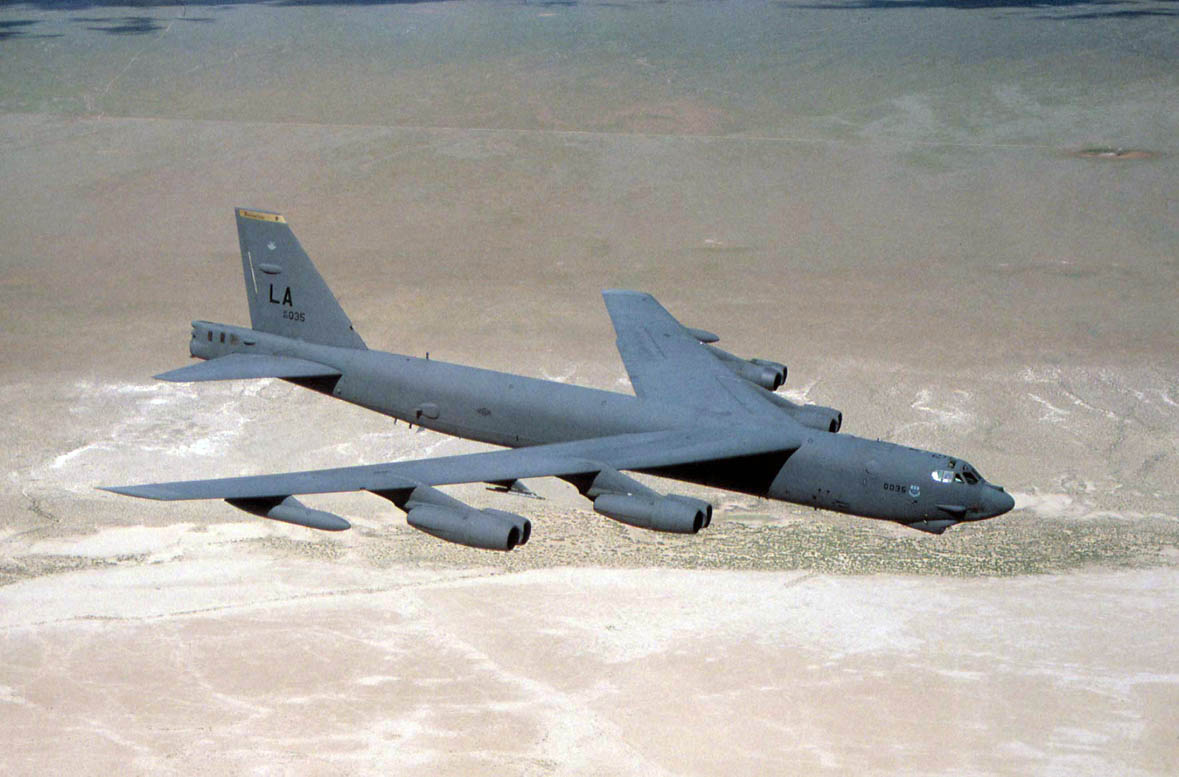
بوينغ بي-52 ستراتوفورتريس

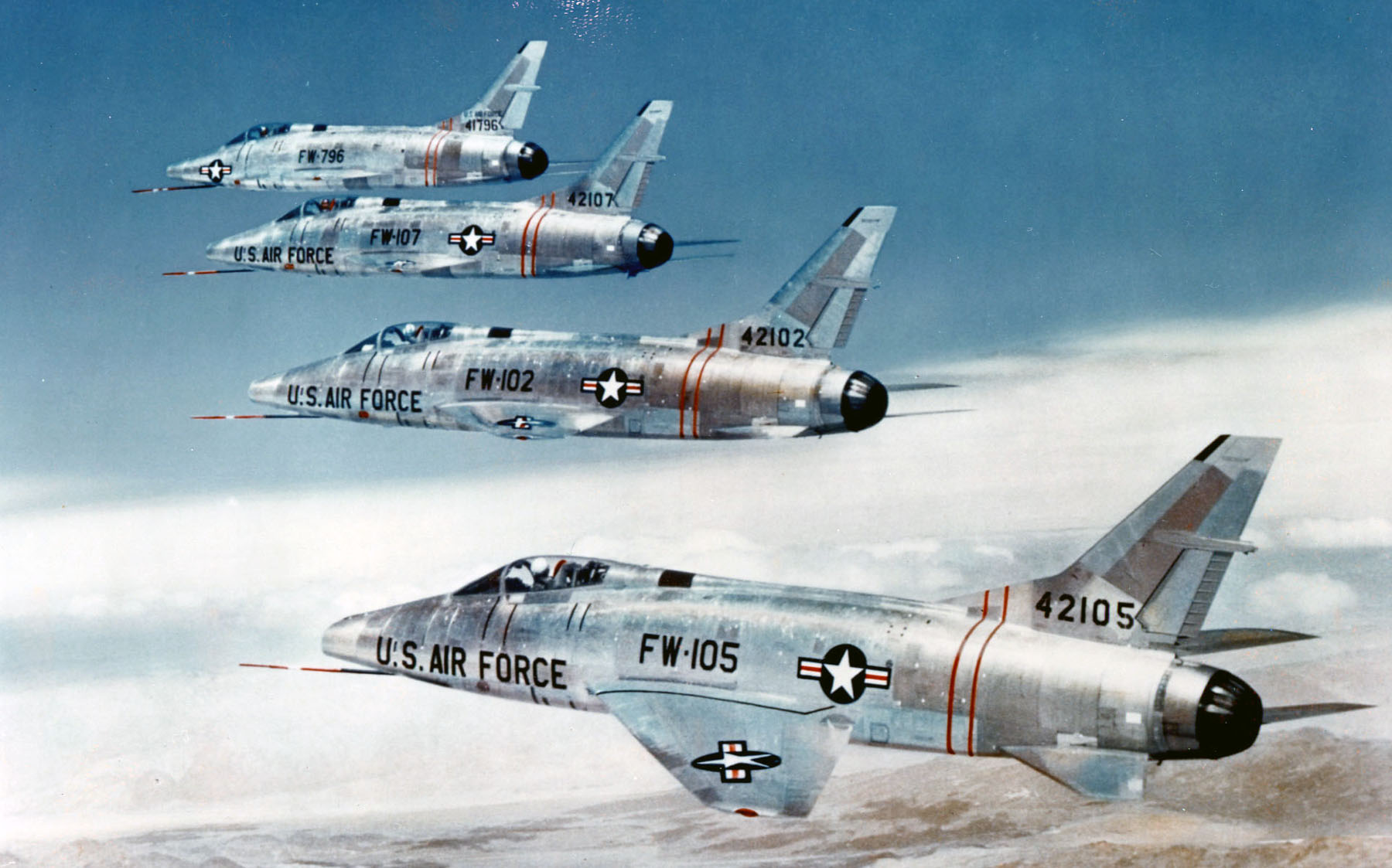
اف-100 سوبر سابر

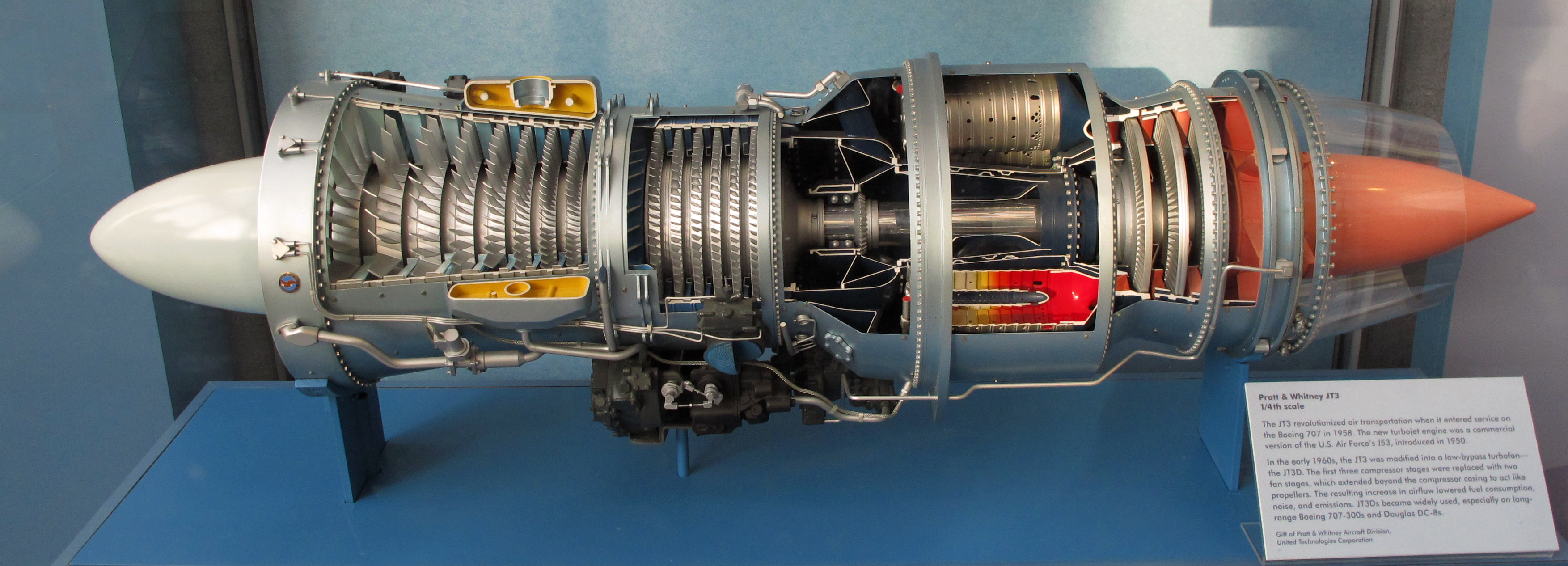
نموذج لمحرك برات آند ويتني جيه تي 3 (مقياس 1/4)

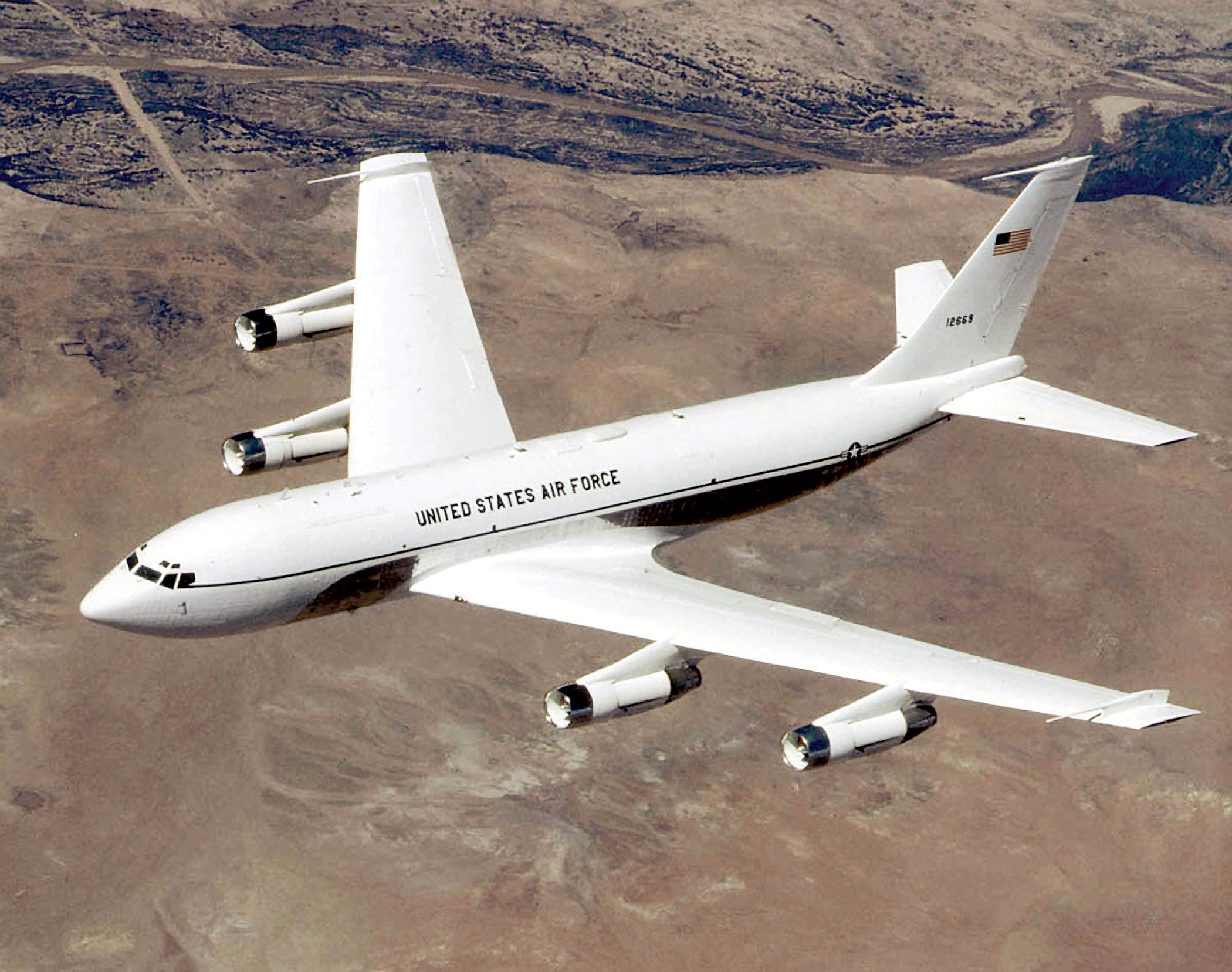
بوينغ سي-135 ستراتوليفتر

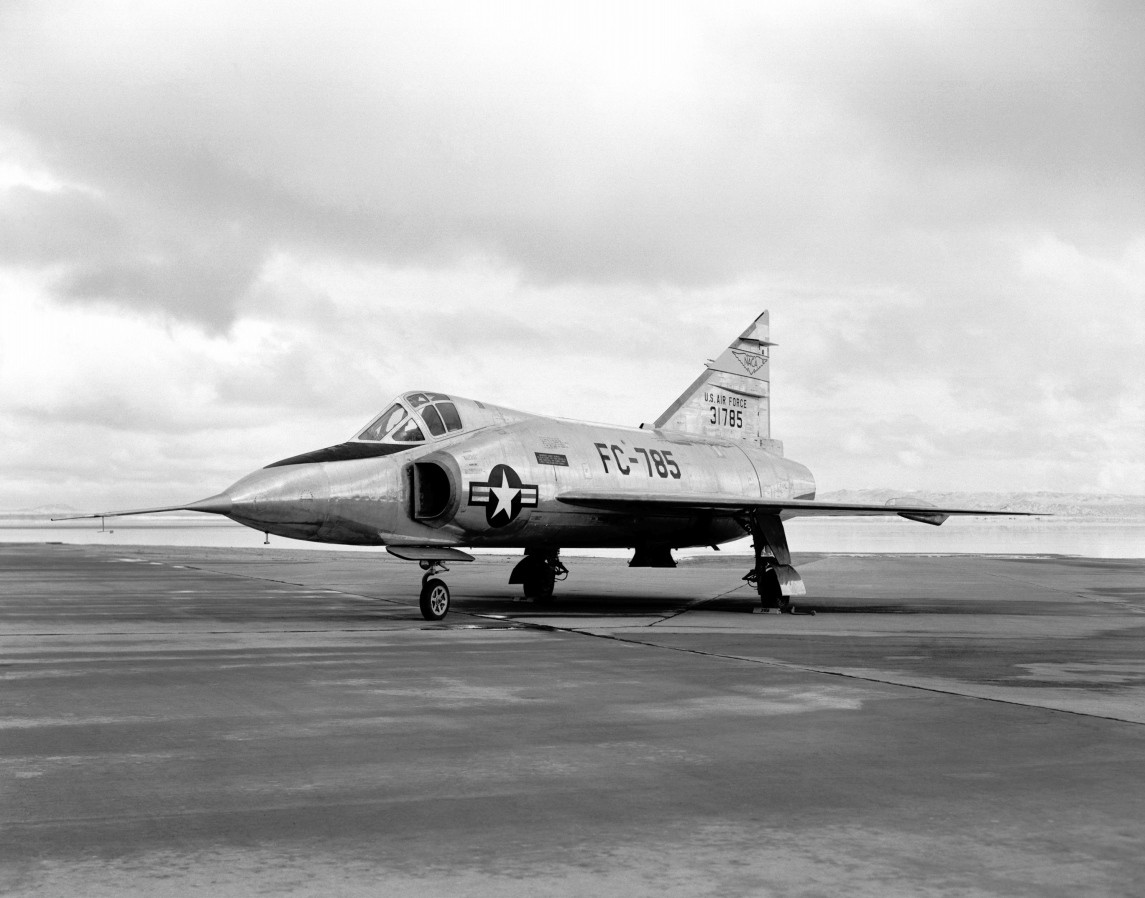
كونفير اف-102 دلتا دادجر

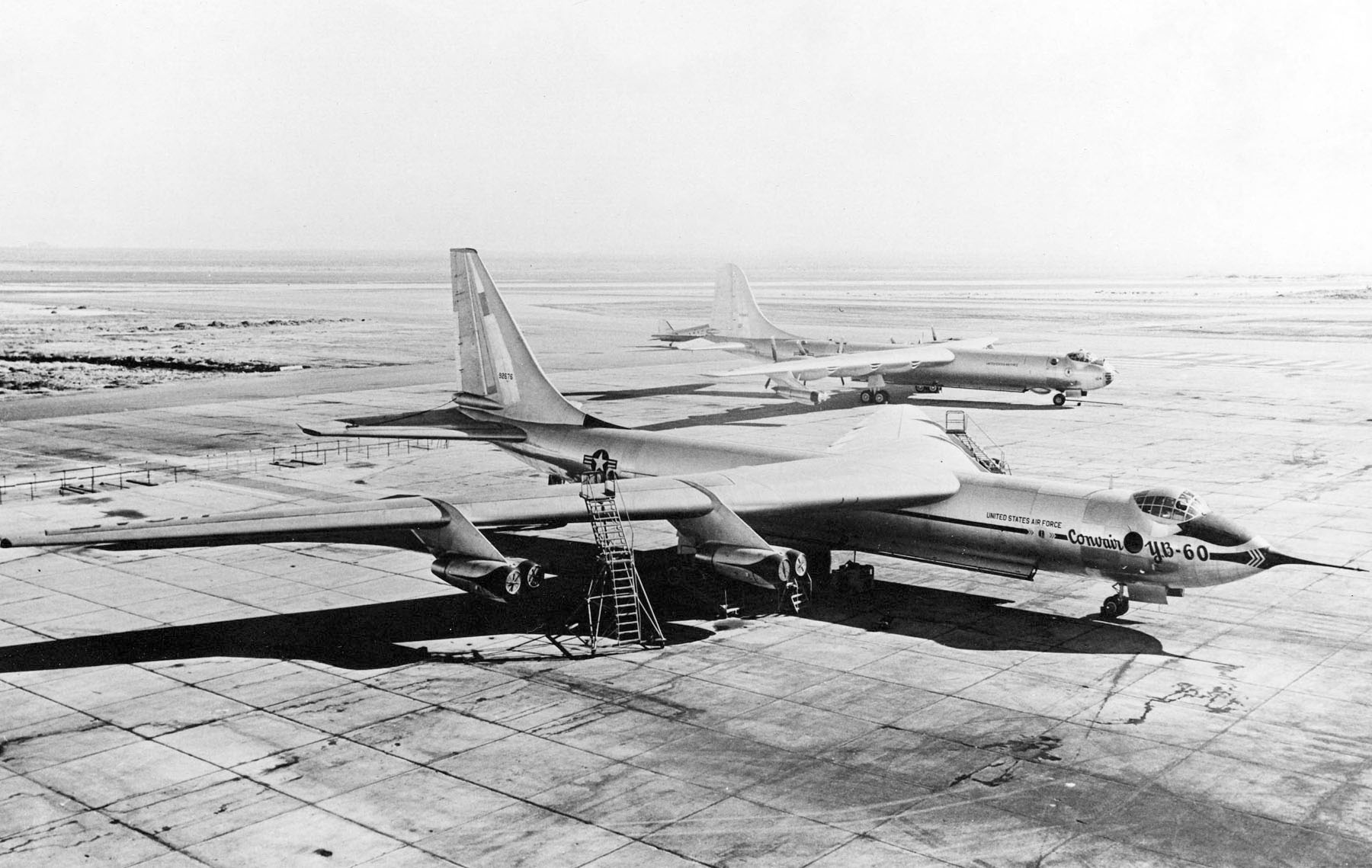
كونفير واي بي-60

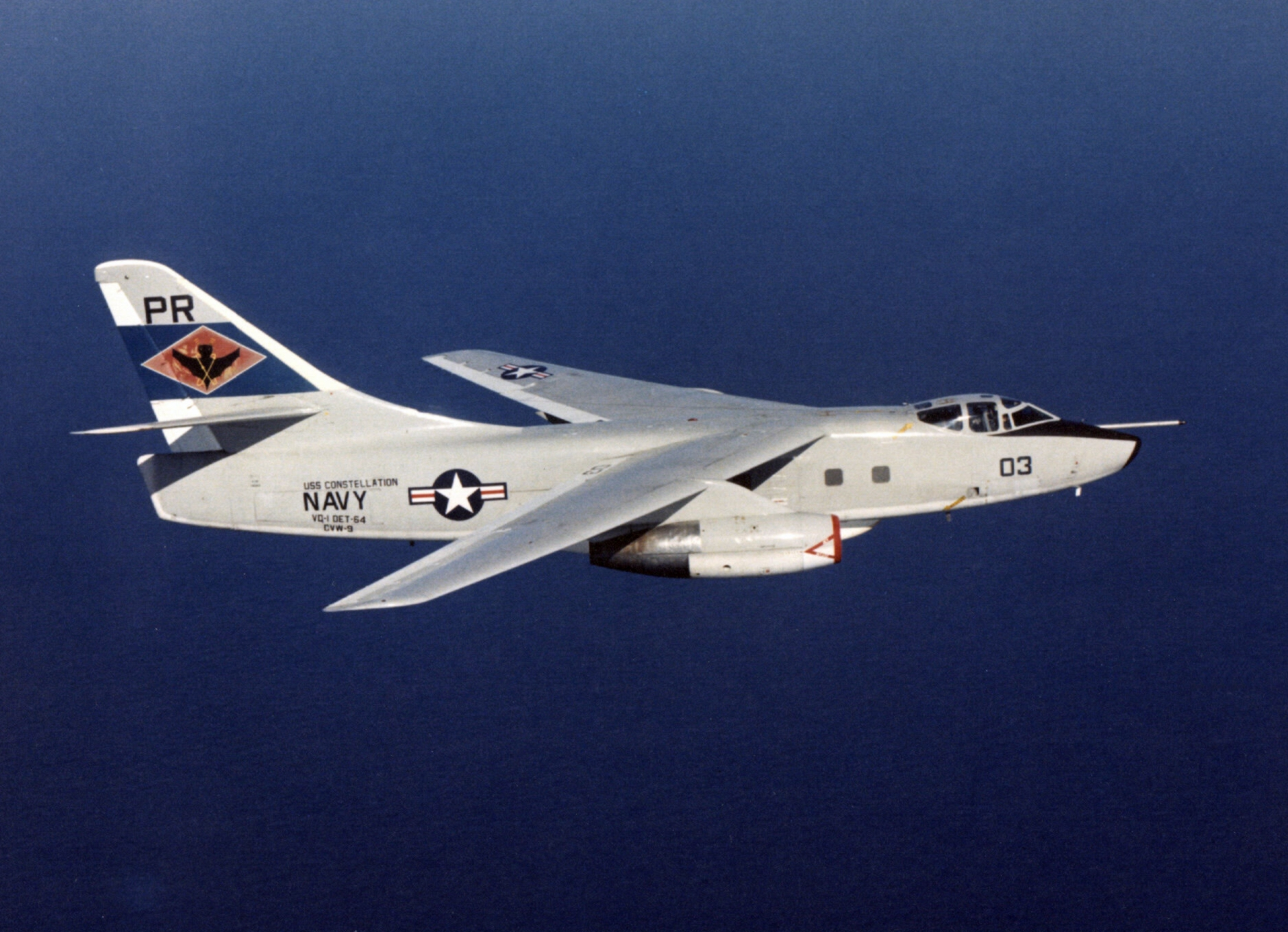
دوجلاس ايه 3 دي سكاي واريور

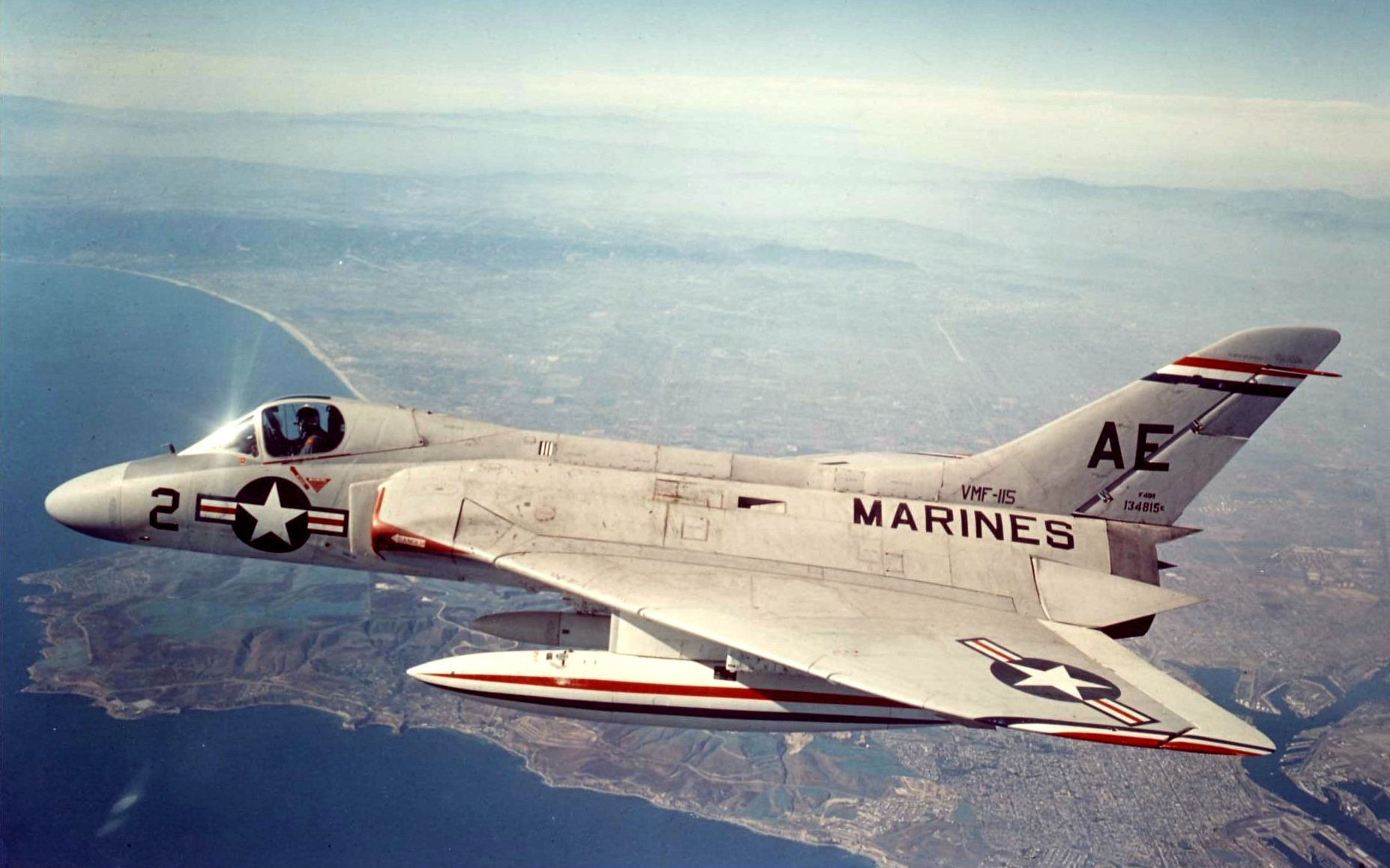
دوجلاس اف 4 دي سكاي راي

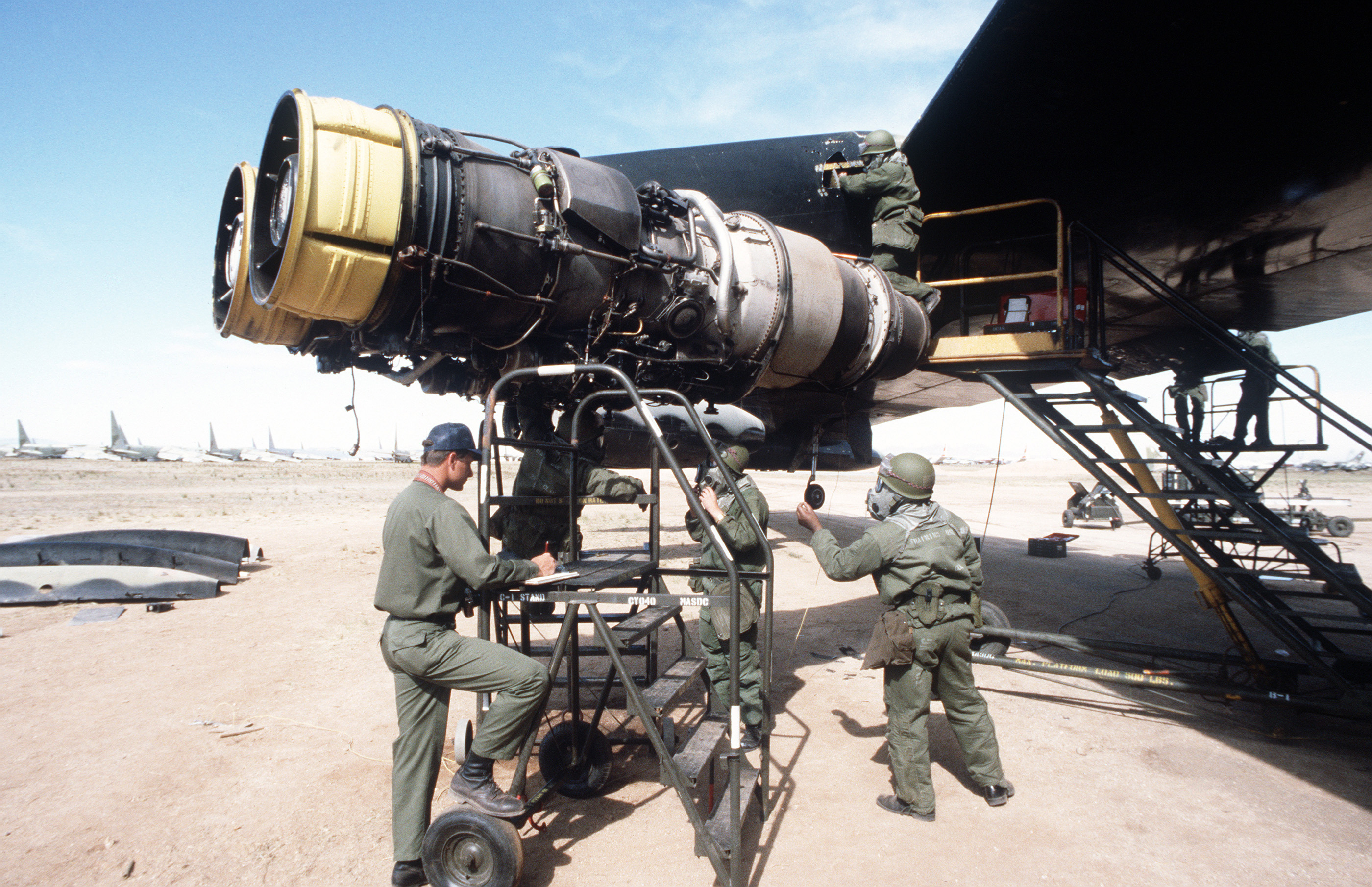
استبدال محرك جيه 57 في طائرة بي-52

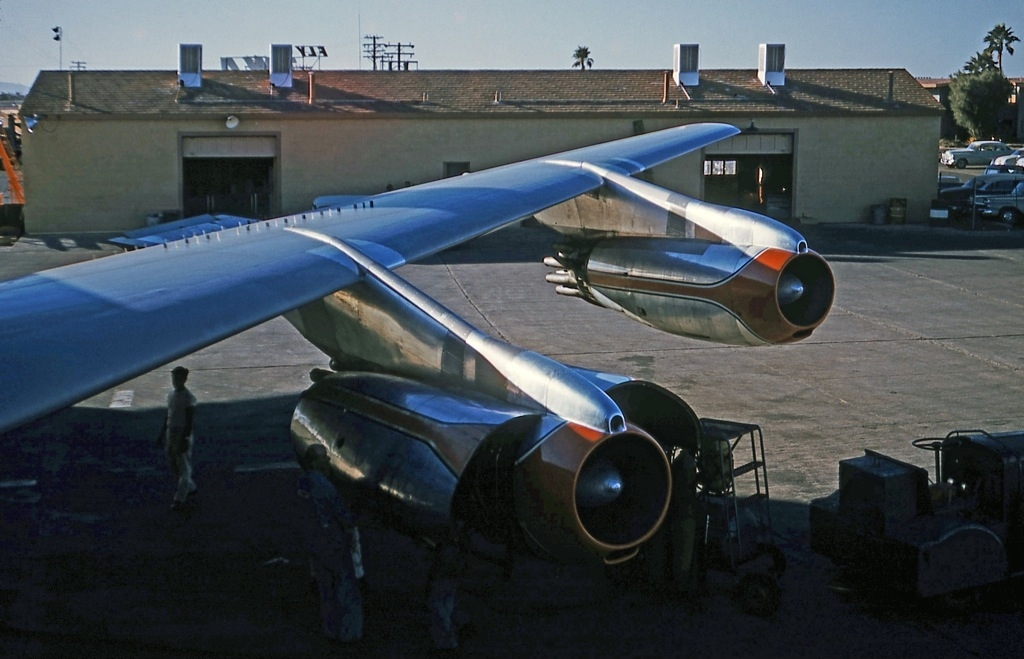
تركيب محرك جيه تي 3 في بوينغ 707-123

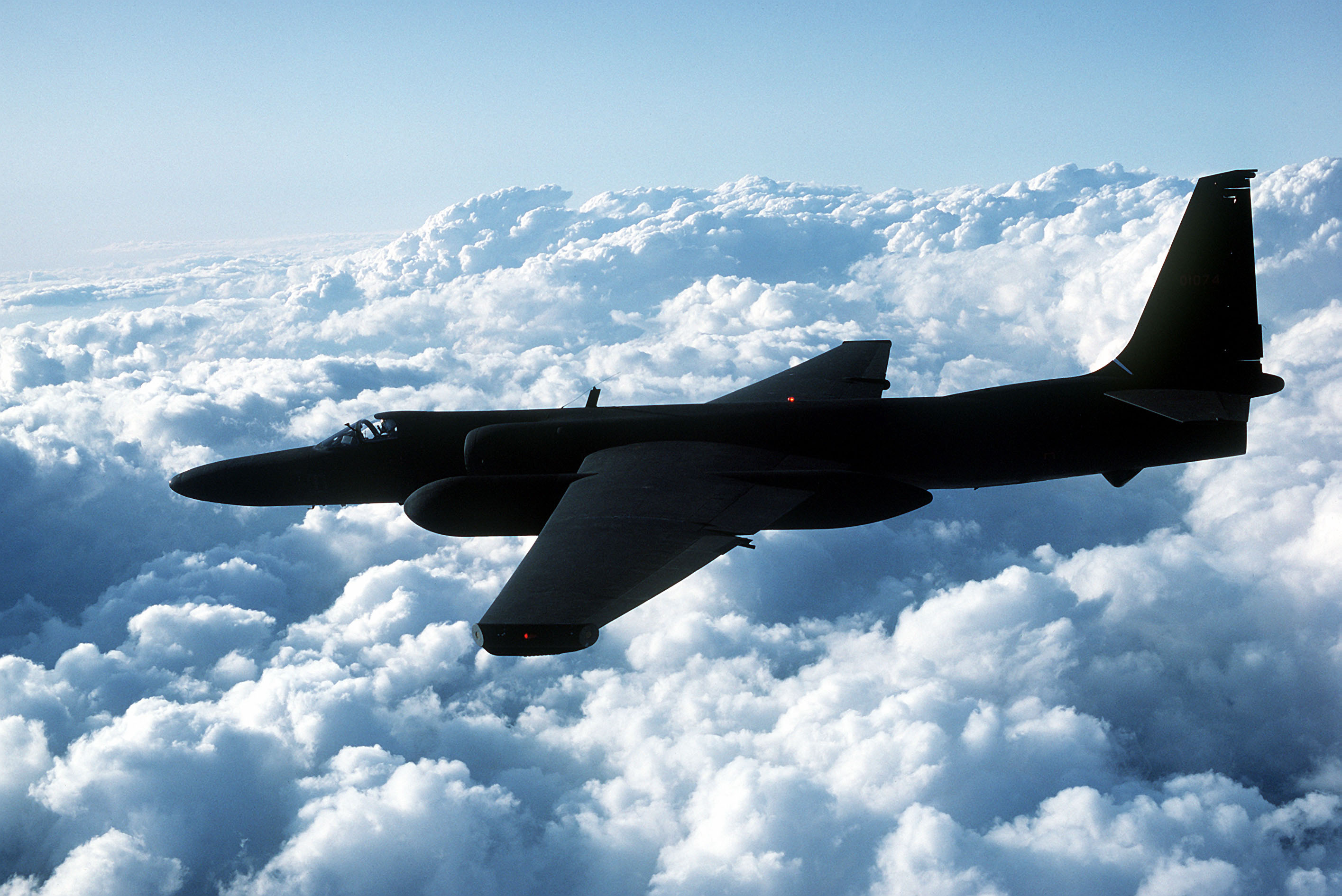
لوكهيد يو-2

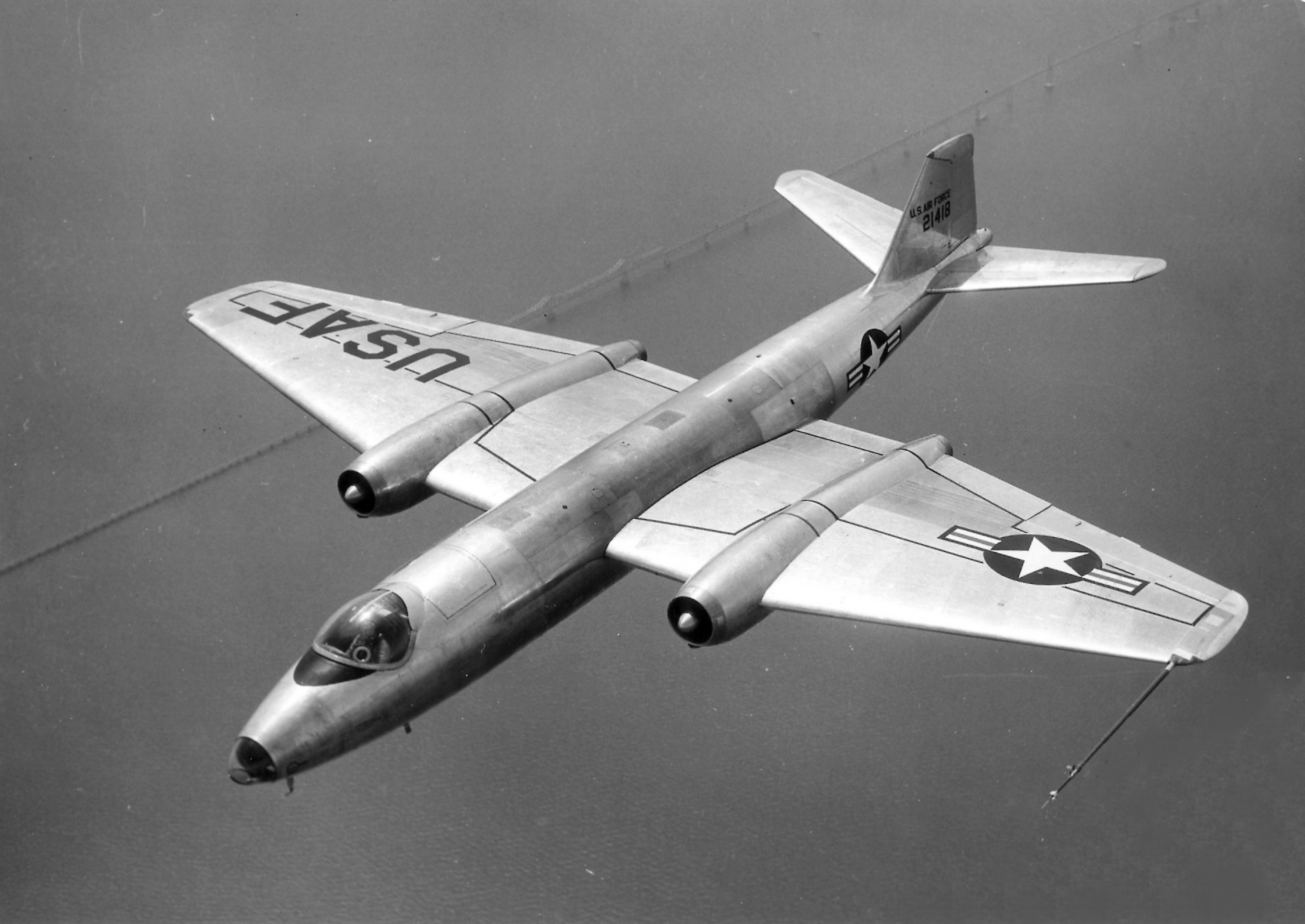
مارتن بي-57 كانبيرا

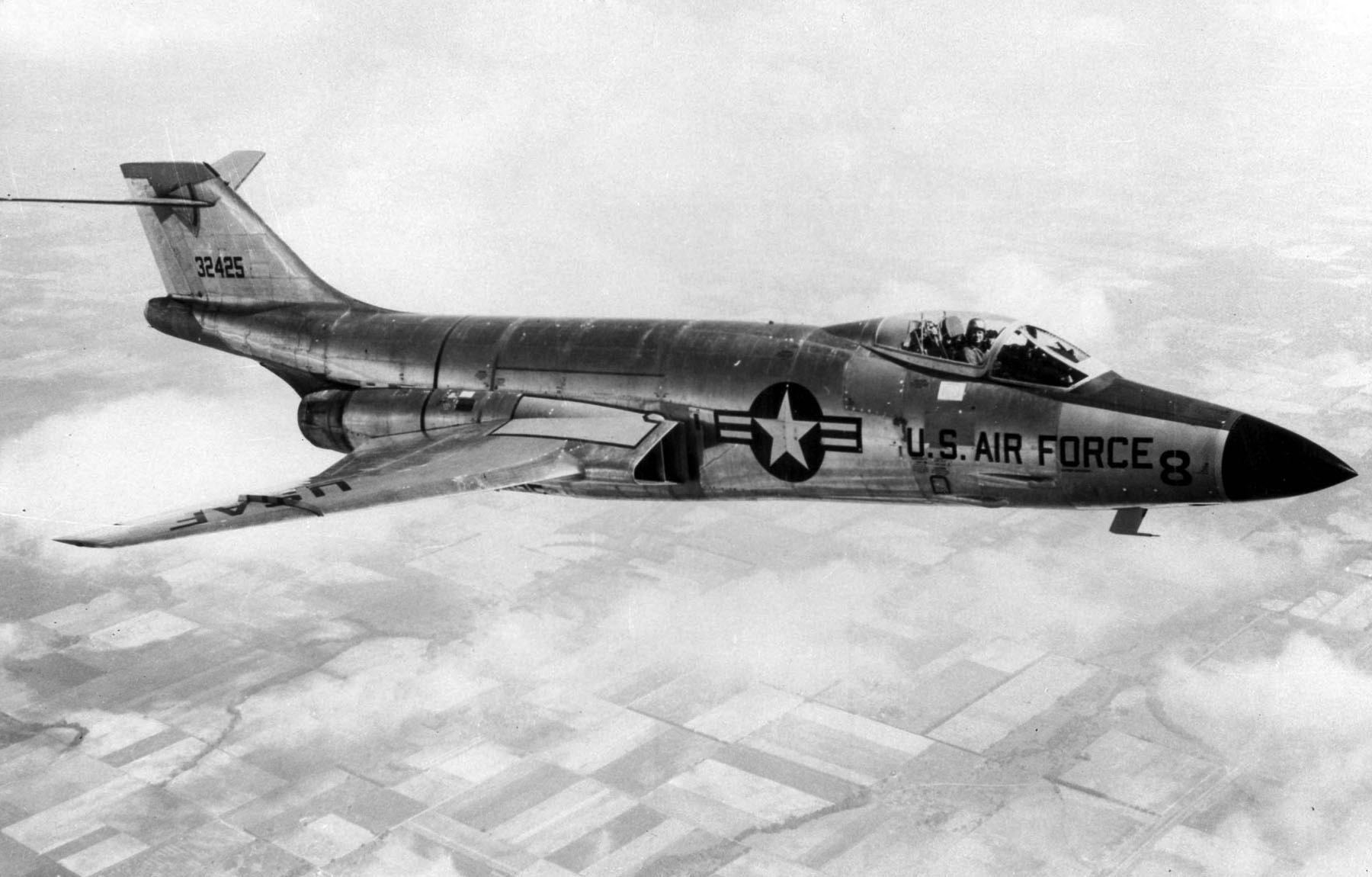
ماكدونيل اف-101 فودو

برات آند ويتني جيه57 (اسم التصميم: جيه تي 3 سي ) هومحرك توربيني نفاث، طُور بواسطة برات آند ويتني في بداية الخمسينيات من القرن العشرين (1950).
تم تشغيل المحرك لأول مرة في يناير 1950، و كان أول محرك يعطي قوة دفع تبلغ 10000 باوند قوة (45كيلو نيوتن) في الولايات المتحدة.
تم تطوير محرك الجيه 57 إلى محركات عديدة بعد ذلك، مثل المحرك التوربيني النفاث جيه 75/جيه تي 4 ايه، و المحرك التوربيني المروحي جيه تي 3 دي/تي اف 33، و المحرك التوربيني ذو المروحة الدافعة بي تي 5/ تي57.

## التصميم و التطوير
كان محرك الجي 57 تطوير للمحرك التوربيني ذو المروحة الدافعة إكس تي45 (بي تي 4)، الذي تم تصنيعه من أجل طائرة البوينغ بي-52.
بزيادة القدرة المطلوبة لطائرة البوينغ بي-52، تم تطوير المحرك إلى المحرك توربيني النفاث جي تي 3.
و في عام 1952، تم منح جائزة كولير تروفي المرموقة إلى ليونارد اس.هوبز، كبير مهندسيشركة الطائرات المتحدة، و ذلك لتصميم و إنتاج محرك برات آند ويتني جيه 57 المحرك لتوربيني النفاث.
في 25 مارس 1953، قام محرك الجيه 57 بتشغيل طائرة واي إف - 100 ايه، التي تخطت قيمة 1 ماخ في أول رحلة طيران لها.
تم إنتاج المحرك في الفترة بين 1951 إلى 1965 بإجمالي إنتاج بلغ 21170 محرك.
تم استخدام محرك اكس تي 57 (جي 57) في طائرة جيه سي-124 سي (بينو 52-1069) لاختباره، و ذلك عام 1956.

## أنواع مختلفة
- جيه 57 -بي- 1 دبليو

تبلغ قوة الدفع له 11400 باوند قوة (51 كيلو نيوتن)، مع نظام حقن ماء (بي-52).
- جيه 57 -بي- 1 دبليو

قوة الدفع له 11400 باوند قوة (51 كيلو نيوتن)، مع نظام حقن ماء (بي-52). 
- جيه 57 -بي- 1 دبليو

تبلغ قوة الدفع له 11400 باوند قوة (51 كيلو نيوتن)، مع نظام حقن ماء (بي-52). 
- واي جيه 57 -بي- 3

تبلغ قوة الدفع له 8700 باوند قوة (39 كيلو نيوتن)، و يستخدم في طائرة كونفير واي بي - 60.
- جيه 57 -بي- 4 ايه

تبلغ قوة الدفع له 16200 باوند قوة (72.02 كيلو نيوتن).
- جيه 57 -بي-8 ايه

تبلغ قوة الدفع له 10400 باوند قوة (46.26 كيلو نيوتن).
- جيه 57 -بي-10

تبلغ قوة الدفع له 12400 باوند قوة (55.16 كيلو نيوتن).
- جيه 57 -بي-11

تبلغ قوة الدفع له 9700 باوند قوة (43.15 كيلو نيوتن) و قوة الدفع  14800 باوند قوة (65.83 كيلونيوتن).
- جيه 57 -بي-13

تبلغ قوة الدفع له 14880 باوند قوة (66.19كيلو نيوتن).
- جيه 57 -بي-16

تبلغ قوة الدفع له 16900 باوند قوة (75.17 كيلونيوتن).
- جيه 57 -بي-20

تبلغ قوة الدفع له 18000 باوند قوة (80.07 كيلو نيوتن).
- جيه 57 -بي- 20ايه

تبلغ قوة الدفع له 18000 باوند قوة (80.07 كيلو نيوتن).
- جيه 57 -بي-21

تبلغ قوة الدفع له 17000 باوند قوة (75.62 كيلونيوتن).
- جيه 57 -بي-25

تبلغ قوة الدفع له 15000 باوند قوة (66.72 كيلو نيوتن).
- جيه 57 -بي-31
- جيه 57 -بي-37 ايه
- جيه 57 -بي-43 دبليو

تبلغ قوة الدفع له 13750 باوند قوة (61.16 كيلونيوتن).
- جيه 57 -بي-43 دبليو بي

تبلغ قوة الدفع له 13750 باوند قوة (61.16 كيلونيوتن).
13,750 lbf (61.16 kN) thrust
- جيه 57 -بي-59 دبليو

تبلغ قوة الدفع له 13750 باوند قوة (61.16 كيلو نيوتن).
- تي 57

تبلغ قدرته 15000 حصان (11185.50 كيلو وات).
- جيه تي 3 سي- 2

معدل من جيه 57 -بي- 43 دبليو بي، و يستخدم في الطائرات المدنية. تبلغ قوة الدفع له 13750 باوند قوة (61.16 كيلو نيوتن).

- جيه تي 3 سي- 6

تبلغ قوة الدفع له 13500 باوند قوة (60.05 كيلو نيوتن).
13,500 lbf (60.05 kN) thrust
- جيه تي 3 سي- 7

تبلغ قوة الدفع له 12000 باوند قوة (53.38 كيلونيوتن).
12,000 lbf (53.38 kN) thrust
- جيه تي 3 سي- 12

تبلغ قوة الدفع له 13000 باوند قوة (57.83 كيلو نيوتن).
kN)
- جيه تي 3 سي- 26

تم تعديله من جيه57 -بي- 20، تبلغ قوة الدفع له 18000 باوند قوة (80.07 كيلو نيوتن).
- بي تي 5

صممته الشركة من أجل تي57.

## التطبيقات

### جيه 57 (تطبيقات عسكرية)
- بوينغ بي - 52 ستراتوفورتريس
- بوينغ سي- 135 ستراتوليفتر وكيه سي- 135 ستراتوتانكير
- كونفير اف-102 دلتا دادجر
- كونفير واي بي-60
- دوجلاس ايه 3 دي سكاي واريور
- دوجلاس اف 4 دي سكاي راي
- دوجلاس اف 5 دي سكاي لانسير
- لوكهيد يو-2
- مارتن بي-57 كانبيرا
- ماكدونيل اف-101 فودو
- اف - 100 سوبر سابر
- اس ام-62 سنارك
- فوغت اف-8 كروسادير

### جيه تي 3 سي (تطبيقات مدنية)
- بوينغ 707
- بوينغ 720
- دوغلاس دي سي - 8

### تي 57 المحرك التوربيني ذو المروحة الدافعة
- دوغلاس سي-124 غلوب ماستر الثانية الاختبارية
- دوغلاس سي-132

## مواصفات (جيه تي 3 سي - 7)

### مواصفات عامة
- النوع: محرك نفاث توربيني، يستخدم في الأغراض المدنية.
- الطول: 136.77 بوصة (3474 مم).
- القطر: 38.8 بوصة (985.5 مم) عند مدخل ضاغط الضغط المنخفض.
- الوزن الأساسي: 3495 باوند (1585 كغم)

### المكونات
- الضاغط: محوري السريان، 9 مراحل للضغط المنخفض و 7 مراحل للضغط المرتفع.
- غرفة الاحتراق: إسطوانية، تحتوي على 8 أنابيب لهب.
- التربينة: محورية السريان، مرحلة واحد للضغط المرتفع، و مرحلتين للضغط المنخفض.

### الأداء
- قوة الدفع القصوى: 12030 باوند قوة (53.5 كيلو نيوتن)
- نسبة الضغط الكلي:1:12.5
- معدل تدفق الهواء:180 باوند/ثانية (81.56 كغم/ثانية)
- الاستهلاك النوعي للوقود: 0.785 باوند/باوند قوة.ساعة (22.4 جم/كيلو نيوتن.ثانية)
- نسبة الدفع إلى الوزن: 3.44

## مواصفات (جيه 57 -بي- 23

### مواصفات عامة
- النوع: محرك نفاث توربيني،يحتوي على مرحلة ما بعد الاحتراق (بالإنجليزية: After burning) .
- الطول: 244 بوصة (620 مم).
- القطر: 39 بوصة (100 سم).
- الوزن الأساسي: 5175 باوند (2347 كغم)

### المكونات
- الضاغط: ضاغط محوري مكون من 16 مرحلة، عمودين (بالإنجليزية: Two spool)

### الأداء
- قوة الدفع القصوى: 11700 باوند قوة (52 كيلو نيوتن)، و في حالة استخدام مرحلة ما بعد الاحتراق، تصبح قوة الدفع 17200 باوند قوة (75 كيلو نيوتن)
- نسبة الضغط الكلي:1:11.5
- معدل تدفق الهواء:165 باوند/ثانية (81.56 كغم/ثانية) عند القدرة القصوى.
- درجة حرارة الدخول للتربينة: 1600 فهرنهايت (870 سليزيوس).
- الاستهلاك النوعي للوقود:2.1 باوند/باوند قوة.ساعة (59 جم/كيلو نيوتن.ثانية) مع استخدام مرحلة ما بعد الاحتراق.
- نسبة الدفع إلى الوزن: 1:3.32 (32.6 نيوتن/كغم)

## وصلات خارجية
- Pratt & Whitney History page on the J57/JT3
- USAF Museum
- Photo of C-124 with xT57 in Flight magazine
- "Two-Spool Turbo-Wasp" a 1953 Flight article on the J57 by Bill Gunston